# I Ain’t Marching Anymore
I Ain’t Marching Anymore ist das zweite Studioalbum von Phil Ochs, das 1965 bei Elektra Records veröffentlicht wurde.

## Themen
Das Album beinhaltet zwölf eigenen Songs, eine vertonten Interpretation von Alfred Noyes Werk „The Highwayman“  und einem Cover von Ewan MacColls „The Ballad of the Carpenter“.
"Here’s to the State of Mississippi" ist Kritik am Mangel an Bürgerrechten und der allgemeinen Haltung dieses Staates. Andere wichtige Lieder sind "Draft Dodger Rag ", der den Angriff auf die "rotblütigen Amerikaner", die für die Teilnahme der USA am Vietnamkrieg waren, aber nicht kämpften, weil sie nur Sommersoldaten und Sonnenschein-Patrioten waren, beschreibt. "That Was The President" ist eine Hommage an John F. Kennedy, die kurz nach seiner Ermordung geschrieben wurde. In "Talking Birmingham Jam" werden die rassistischen Führer von Birmingham angegriffen. "Links on the Chain" ist ein Angriff auf Gewerkschaften, weil sie Afroamerikaner ausschließen und die Bürgerrechte nicht unterstützen.
Ochs zeigte auf dem Album große thematische Vielseitigkeit, darunter nicht nur unverhohlene Antikriegs- oder Protestsongs, sondern auch Poesie (Alfred Noyes, John Rooney und Ewan MacColl) und Lieder, die weniger typisch mit der zeitgenössischen radikalen Linken sind. Er bemerkte zum Beispiel in den Liner Notes, dass seine marxistischen Freunde nicht verstehen konnten, warum er "That Was the President" schrieb, und fügte trocken hinzu, dass dies einer der Gründe sei, warum er kein Marxist sei. Ochs zog sich jedoch von der Heldenverehrung des Songs von John F. Kennedy zurück, indem er erklärte, dass "Fidel Castro nach der Ermordung treffend darauf hinwies, dass sich nur Dummköpfe über eine solche Tragödie freuen könnten, denn Systeme, nicht Menschen, sind der Feind." Mehr sozialistische Sympathien zeigte Ochs mit den Liedern "The Men Behind the Guns" und "Ballad of the Carpenter" mit der denkwürdigen Lyrik "Jesus was a working man". Ochs schrieb in den Liner Notes, dass "Lieder wie diese" einer der Gründe waren, warum das Außenministerium Ewan MacColl die Einreise in die USA blockierte, und fügte hinzu, dass dies angesichts "der Qualität der Kultur in Amerika" unklug sei. In "That’s What I Want to Hear" hatte Ochs "gemischte Gefühle" und empfahl satirisch einem arbeitslosen Mann, er solle aufhören zu betteln und für Vollbeschäftigung kämpfen.
Unter den  Protestsongs ist "Iron Lady". Es ist eine Kritik gegenüber die Todesstrafe mit der denkwürdigen Zeile "Und ein reicher Mann starb nie auf dem Stuhl" (Englisch: "And a rich man never died upon the chair.") am Deutlichsten. Die "eiserne Dame" (Iron Lady) im Titel bezog sich auf den elektrischen Stuhl. Ochs übte zum Beispiel Kritik an dem Mord an Caryl Chessman. "Talking Birmingham Jam" ist ein ironischer Song, um die Argumente zu unterstreichen. In seinem Kommentar zu "Draft Dodger Rag" verglich Ochs den Vietcong-Soldat, der seinen Hass auf die Amerikaner schrie, während er von einem Erschießungskommando erschossen wurde, mit seinem amerikanischen Kollegen, der blieb und nächtelang über Möglichkeiten nachdachte, der Armee zu entkommen.

## Auflagen
Auf der CD-Neuauflage von 2001 gibt es als Bonustrack eine alternative elektrische Version von "I Ain’t Marching Any More".

## Titelliste
1. I Ain’t Marching Any More – 2:37
2. In the Heat of the Summer – 3:08
3. Draft Dodger Rag – 2:13
4. That’s What I Want to Hear – 3:10
5. That Was the President – 3:26
6. Iron Lady – 3:37
7. The Highwayman (Alfred Noyes) – 5:42
8. Links on the Chain – 4:20
9. Hills of West Virginia – 3:21
10. The Men Behind the Guns (John Rooney) – 3:03
11. Talking Birmingham Jam – 3:13
12. The Ballad of the Carpenter (Ewan MacColl) – 3:54
13. Days of Decision – 3:14
14. Here’s to the State of Mississippi – 6:02
15. I Ain’t Marching Any More (Elektische Version) – 2:50 (Bonustrack Neuauflage 2001)

Alle Songs, sofern nicht vermerkt, wurden von Phil Ochs geschrieben.

## Beteiligte
- Phil Ochs – Gesang, Gitarre, Text
- Jac Holzman – Produktionsleiter
- Paul A. Rothchild – Aufnahmeleiter
- mit dem Blues Project:
  - Roy Blumenfeld – Schlagzeug bei "I Ain’t Marching Any More" (elektrische Version)
  - Danny Kalb – Gitarre bei "I Ain’t Marching Any More" (elektrische Version)
  - Steve Katz – Gitarre bei "I Ain’t Marching Any More" (elektrische Version)
  - Andy Kulberg – Bass bei "I Ain’t Marching Any More" (elektrische Version)
  - Al Kooper – Klavier zu "I Ain’t Marching Any More" (elektrische Version)